# ギー3世 (サン＝ポル伯)
ギー3世・ド・シャティヨン（フランス語：Guy III de Châtillon-Saint-Pol, 1226年 - 1289年3月12日）は、サン＝ポル伯（在位：1248年 - 1289年）。サン＝ポル伯ユーグ5世とブロワ女伯マリー・ダヴェーヌの息子。

## 生涯
兄ジャン1世は母方のブロワ伯位を継承し、ギーは1248年父が死去した後に父方のサン＝ポル伯位を継承した。
1255年1月16日、ギーはアルトワ伯ロベール1世の未亡人マティルド・ド・ブラバンと結婚した。マティルドはブラバント公アンリ2世の娘で、この結婚以降、ギーはゲルデルンに対し義兄アンリ3世の支援者となった。2人の間に以下の子女が生まれた。
- ユーグ2世（1258年 - 1307年） - ブロワ伯[3]
- ギー4世（1254年頃 - 1317年） - サン＝ポル伯
- ジャック（1256年 - 1302年） - ルーズ＝シャティヨン領主、フランドル総督
- ベアトリス（1304年没） - ウー伯ジャン2世・ド・ブリエンヌと結婚[3]
- ジャンヌ - シャトールー領主ギヨーム3世・ド・ショヴィニーと結婚

ギーは第8回十字軍および失敗に終わったアラゴン十字軍に参加した。